# S324 Springeren
Undervandsbåden SPRINGEREN af Tumleren-klassen med skrognummer S324 var det danske søværns sidste ubåd i vandet. SPRINGEREN er i dag museumsubåd.
Typen var en forholdsvis lille dieselelektrisk enkeltrumsbåd - særligt velegnede til operationer i kystnære farvande - hvor den havde gode iboende muligheder for uopdaget at komme tæt på fjendtlige installationer og enheder.

## Baggrund
Ubåden blev - sammen med 14 søsterfartøjer i Kobben-klassen - bygget af det daværende Rheinstahl-Nordseewerke i Emden, Tyskland - gennem en amerikansk våbenhjælpsaftale med NATO-parterne i Vesteuropa, hvor bygningsudgifterne til ubådene blev delt mellem Norge og USA - til den norske marine, hvori den indgik under navnet "Kya" fra 1964 til 1985.

## I dansk tjeneste
De tre tidligere norske ubåde af Tumleren-klassen blev købt som erstatning for fire udfasede ubåde af Delfinen-klassen og som supplement til to danskbyggede ubåde af Narhvalen-klassen - der delte mange karakteristika med Tumleren-klassen.
Før det danske søværn indfasede ubåden, undergik den samme med sine søsterfartøjer et fælles dansk-norsk moderniseringsprogram. "Kya" var den sidste af de tre søsterfartøjer, der i oktober 1991 blev afleveret. Ved indtræden i dansk tjeneste blev ubåden omdøbt til Springeren af viceadmiral Garde. 

## Udfasning og skæbne
Den 25. november 2004 blev det med indgåelsen af forsvarsforliget 2005-2009 bestemt, at det danske ubådsvåben skulle nedlægges. 
Forsvarsministeriet skænkede S324 Springeren til Koldkrigsmuseum Langelandsfortet, og takket være økonomisk støtte fra amt, stat, kommune, EU og en række private fonde lykkedes det at få ubåden bugseret fra Frederikshavn til Bagenkop, hvor den blev løftet på land af en flydekran og transporteret til sin blivende udstillingsplads.